# Glycyphana delponti
Glycyphana delponti är en skalbaggsart som beskrevs av Franz Antoine 2002. Glycyphana delponti ingår i släktet Glycyphana och familjen Cetoniidae. Inga underarter finns listade i Catalogue of Life.